# 야마다촌 (야마구치현)
야마다촌(山田村)은 야마구치현 아부군에 있던 촌이다. 현재의 하기시에 해당한다.